# Le mage
Le mage è un'opera in cinque atti di Jules Massenet su libretto francese di Jean Richepin.

## Storia
Fu eseguita per la prima volta a Parigi all'Opéra de Paris il 16 marzo 1891 con i costumi di Charles Bianchini e le scenografie di Auguste Alfred Rubé, Philippe Chaperon e Marcel Jambon (Atto I), Amable ed Eugène Gardy (Atto II), Alfred Lemeunier (Atto III) e Jean-Baptiste Lavastre ed Eugène Carpezat (Atti IV e V).
Dalla sua première che mise in scena 31 spettacoli, Le mage è stata eseguita raramente (fu rappresentata a L'Aia nel 1896) ed è una delle opere meno conosciute di Massenet. Tuttavia cade esattamente nel mezzo del suo periodo più produttivo. Nel 2012 si tenne una rara esecuzione completa al Festival di Massenet a Saint-Étienne.

## Ruoli
| Ruolo                    | Registro voce | Cast della prima, 16 March 1891 (Direttore: Auguste Vianesi) |
| ------------------------ | ------------- | ------------------------------------------------------------ |
| Anahita                  | soprano       | Maria Lureau-Escalaïs                                        |
| Varedha                  | mezzosoprano  | Caroline Fiérens-Peters                                      |
| Zarastra                 | tenore        | Edmond Vergnet                                               |
| Amrou                    | baritono      | Jean-François Delmas                                         |
| Il re d'Iran             | basso         | Jean Martapoura                                              |
| Prigioniero di Touranien | tenore        | Agustarello Affre                                            |
| Capo iraniano            | basso         | Voulet                                                       |
| Araldo                   | basso         | Charles Douaillier                                           |
| Capo di Tourania         | basso         | Ragneau                                                      |
| Una ballerina            | silenziosa    | Rosita Mauri                                                 |

## Trama

### Atto 1
All'alba nel campo del generale persiano Zarastra
Ha appena sconfitto i Touraniani. Amrou, sommo sacerdote dei persiani, entra con sua figlia Varedha, sacerdotessa di Djahi, dea dell'amore. Varedha dichiara il suo amore per Zarastra. Egli però ama la regina prigioniera Touraniana, Anahita; lei è innamorata di lui ma lo rifiuta piuttosto che tradire i suoi connazionali.

### Atto 2
Scena 1: in una camera sotterranea nel tempio di Djahi
Amrou entra alla ricerca di Varedha e promette vendetta su Zarastra per aver respinto sua figlia.
Scena 2: nella piazza di Balzhdi
Zarastra, acclamato dai cortigiani e dai sacerdoti, presenta al re persiano i tesori e i prigionieri che ha preso. Come premio della sua vittoria, chiede di prendere come moglie Anahita. Amrou si oppone all'unione, Zarastra aveva promesso di sposare Varedha. Sebbene il generale lo neghi, Amrou convince tutti che ha infranto la sua parola e Zarastra viene bandito.

### Atto 3
Su una montagna sacra - consacrata al dio del fuoco
Zarastra è adorato ora come un mago e prega. La sua meditazione è interrotta da Varedha che lo ha inseguito sulla montagna e giura il suo amore per lui. Ella alla fine gli dice che Anahita sta per sposare il re.

### Atto 4
Il tempio di Djahi
Ci sono balli in preparazione per il matrimonio. Ma Anahita rifiuta di sposare il re, che cerca comunque di procedere con la cerimonia. Anahita minaccia una rivolta e soldati touraniani irrompono e invadono la città.

### Atto 5
Le rovine di Balzdhi
Zarastra è devastato e cammina tra le rovine. Trova i corpi del re e del sommo sacerdote. Non trova il corpo della sua amata. Ad una fanfara Anahita entra e ripete il suo amore per Zarastra. Varedha arriva e, vedendo la coppia, li maledice. Le fiamme si riaccendono, ma una preghiera di Zarastra spinge il dio Ahma Mazda a fermare le fiamme, in modo che gli amanti possano lasciare il tempio. Varedha muore.

## Incisioni
- Le Mage - Catherine Hunold (soprano) Anahita, Kate Aldrich (mezzo soprano) Varedha, Luca Lombardo (tenor) Zarâstra, Jean-François Lapointe (baritone) Amrou, Marcel Vanaud (baritone) Le Roi d'Iran, Julien Dran (tenor) prisonnier Touranien, Florian Sempey (baritone) Chef Touranien. Opéra-Théâtre de Saint-Étienne dir. Laurent Campellone, concert performance 11 November 2012, sponsored Palazzetto Bru Zane. 2CDs Ediciones Singulares 2013.

### Arie
- "Ah! Parais!": Agustarello Affré, (Pathé 1903).[4]
- "Soulève l'ombre de ses voiles" (Act 2): Edmond Clément, Orchestre, (Pathé recording, 1919)